# Majiashanosaurus discocoracoidis
Il majiashanosauro (Majiashanosaurus discocoracoidis) è un rettile acquatico estinto, appartenente ai pachipleurosauri. Visse nel Triassico inferiore (Olenekiano, circa 248 milioni di anni fa) e i suoi resti fossili sono stati ritrovati in Cina.

## Descrizione
Questo animale è noto solo per uno scheletro incompleto privo di cranio. Si suppone che l'animale intero fosse lungo circa un metro; gli arti anteriori erano robusti e simili a pagaie, mentre quelli posteriori, benché poco conservati, dovevano essere più gracili. Lo scheletro è esposto in vista ventrale, e comprende le ultime tre vertebre cervicali, 19 vertebre dorsali, tre vertebre sacrali e più di 18 vertebre caudali. I centri delle vertebre cervicali possiedono una carena ventrale, e le costole cervicali sono a due punte, con un processo anteriore libero. I processi trasversi delle vertebre dorsali non sono particolarmente allungati. Le costole dorsali sono a testa singola, e le clavicole si articolano con la parte antero-mediale della scapola. L'omero è ricurvo e appiattito. L'interclavicola non ha alcun processo posteriore, e la scapola è della tipica forma degli eosaurotterigi, con una porzione glenoide ampia ed espansa ventralmente, separata da una lama posterodorsale con una strozzatura distinta. Il coracoide è rotondo e piatto, non ritorto. Questa caratteristica non si riscontra in nessun'altra forma simile (eosaurotterigi), ma curiosamente è presente nei placodonti.

## Classificazione
Majiashanosaurus discocoracoidis venne descritto per la prima volta nel 2014, sulla base di uno scheletro incompleto ritrovato nella zona di Majiashan, Chaohu della provincia di Anhui, proveniente dal membro superiore della formazione Nanlinghu risalente all'Olenekiano. Secondo un'analisi cladistica, Majiashanosaurus sarebbe un membro dei pachipleurosauri, un gruppo di rettili acquatici tipici del Triassico, di piccole dimensioni. L'analisi ha inoltre mostrato che i pachipleurosauri non sarebbero un gruppo monofiletico, ma un insieme di forme distinte, alcune delle quali (tra cui Majiashanosaurus) affini ai più grandi notosauri. 